# Panchione mactropsis
Panchione mactropsis is een tweekleppigensoort uit de familie van de Veneridae. De wetenschappelijke naam van de soort is voor het eerst geldig gepubliceerd in 1865 door Conrad.